# Vingt Dieux
Pour plus de détails, voir Fiche technique et Distribution.
Vingt Dieux est un film dramatique français réalisé par Louise Courvoisier et sorti en 2024.
Succès surprise de l'année 2024, avec plus de 900 000 entrées en France, le film est nommé quatre fois aux César 2025 et en remporte deux (meilleur premier film pour Louise Courvoisier et meilleure révélation féminine pour Maïwène Barthélémy).

## Synopsis
Anthony, dit « Totone », 18 ans, est un jeune Jurassien qui habite avec son père veuf et sa petite sœur de 7 ans, et dont la vie oscille entre petits boulots, foires agricoles, bals, courses de stock-car, bière, bagarres et rencontres amoureuses. La mort de son père l'amène à tenter de participer à un concours agricole.

## Fiche technique
Sauf indication contraire, les informations mentionnées dans cette section peuvent être confirmées par les bases de données cinématographiques IMDb et Allociné,  présentes dans la section « Liens externes ».
- Titre original : Vingt Dieux
- Réalisation : Louise Courvoisier
- Scénario : Louise Courvoisier, Théo Abadie et Marcia Romano
- Musique : Charlie et Linda Courvoisier
- Décors : Ella Courvoisier
- Costumes : Perrine Ritter
- Photographie : Elio Balézeaux
- Son : François Abdelnour, Sandy Notarianni, Thomas Besson
- Montage : Sarah Grosset
- Production : Muriel Meynard
- Sociétés de production : Agat Films & Cie - Ex Nihilo
- Sociétés de distribution : Pyramide Distribution
- Budget : 2,8 millions d'euros
- Pays de production :  France
- Langue originale : français
- Format : couleur
- Genre : drame
- Durée : 90 minutes
- Dates de sortie :
  - France : 17 mai 2024 (Festival de Cannes) ; 11 décembre 2024 (sortie nationale)
  - Canada : 9 novembre 2024 (Festival Cinemania)
  - Allemagne : 6 février 2025

## Distribution
Sauf indication contraire, les informations mentionnées dans cette section peuvent être confirmées par les bases de données cinématographiques IMDb et Allociné,  présentes dans la section « Liens externes ».
- Clément Faveau : Totone
- Maïwène Barthélémy : Marie-Lise
- Luna Garret : Claire
- Mathis Bernard : Jean-Yves
- Hervé Parent : André
- Dimitry Baudry : Francis
- Armand Sancey Richard : Cyril
- Lucas Marillier : Pierrick
- Isabelle Courajeot : Nadine

## Accueil

### Critiques
Les critiques sont en général très positives.
Clarisse Fabre, dans Le Monde, a vu « un film gratiné, jouissif et libérateur ». Pour Éric Neuhoff, dans Le Figaro, ce film est « un petit bijou ». Laura Tuilier, dans Libération, salue « une réussite totale, mais sans esbrouffe ».
Le podcast L'esprit critique proposé par Mediapart souligne que « Vingt Dieux se démarque par sa vitalité, sa joie, son amour de la vie et de l'amitié. […] Il échappe à la dardennisation et la dumontisation au profit de quelque chose de l'ordre de la fable et presque du film de chevaliers. »
La rédaction du journal Le Jura agricole et rural apprécie également le film, notamment la vision de « la réalité jurassienne, loin des clichés bucoliques ».

## Distinctions
Sauf indication contraire, les informations mentionnées dans cette section peuvent être confirmées par les bases de données cinématographiques IMDb et Allociné,  présentes dans la section « Liens externes ».

### Récompenses
- Festival de Cannes 2024 : Prix de la jeunesse[8]
- Festival du film francophone d'Angoulême 2024 :
  - Valois de diamant[9]
  - Valois des étudiants[10]
- Prix Jean-Vigo 2024[11]
- César 2025 :
  - Meilleur premier film pour Louise Courvoisier
  - Meilleure révélation féminine pour Maïwène Barthélémy
- Lumières 2025 : 
  - Lumière du meilleur premier film
  - Lumière de la révélation masculine pour Clément Faveau

### Nominations
- César 2025 :
  - Meilleur scénario original pour Louise Courvoisier et Théo Abadie
  - Meilleure musique originale pour Charlie et Linda Courvoisier

### Sélections
- Festival de Cannes 2024 : sélection Un certain regard[12], en compétition pour la Caméra d'or

### Presse
- « Louise Courvoisier, réalisatrice de Vingt dieux : "J’avais envie d’explorer les coulisses de la virilité agricole. Raconter une histoire de gars" », sur le lemonde.fr.